# Хохряки
Хохряки́ — деревня в Завьяловском районе Удмуртии, административный центр сельского образования «Хохряковское». Самая большая деревня Удмуртии.
Расположена в 11 км к северо-востоку от центра Ижевска, примыкает к северо-восточным окраинам города и Воткинскому шоссе.

## История
Согласно подворной описи 1890 года, в починке Спасский Сарапульского уезда Вятской губернии насчитывалось всего два двора, в которых проживало 12 человек.
В 1988 году образовывается Хохряковский сельсовет с центром Хохряки, который в 1994 преобразуется в Хохряковскую сельскую администрацию, а в 2005 в Муниципальное образование «Хохряковское» (сельское поселение).

## Население
| 2002 | 2010  | 2012  | 2021  |
| ---- | ----- | ----- | ----- |
| 3584 | ↘3420 | ↗5076 | ↗6283 |

## Экономика
Часть жителей деревни вовлечена в экономику Ижевска в форме маятниковой миграции.
На территории деревни действуют предприятия:
- ОАО «Хохряковский леспромхоз»
- ОАО «Тепличный комбинат „Завьяловский“»[8]
- ОАО «Ижтеплоэнергосервис».

В деревне располагается ФКУ «ИК № 8 УФСИН России по Удмуртской Республике» строгого режима.

## Объекты социальной сферы
- МОУ «Хохряковская средняя общеобразовательная школа»[10]
- Детский сад «Чипполино»
- Хохряковская врачебная амбулатория
- МУЧ «Культурный комплекс „Хохряковский“» (создан на базе библиотеки)
- Спортивный клуб «Звезда»

## Транспорт
Через деревню проходят пригородные маршруты автобусов № 315, 320, которые отправляются от улицы 9-е Января города Ижевска (район Буммаш).